# Psihanaliză
Psihanaliza înglobează o serie de concepții dezvoltate de Sigmund Freud privind explicarea fenomenelor psihice, bazate în primul rând pe cercetarea proceselor desfășurate în subconștient  și a relațiilor sale cu conștientul, din care rezultă procedee terapeutice aplicate în cazul tulburărilor psihopatologice. Aceste concepții s-au extins la explicarea fenomenelor socio-culturale.
Din punct de vedere terapeutic (adică medical), psihanaliza este pseudoștiință.
Deși psihanaliza este încă studiată în cadrul științelor umaniste, un studiu din 2008 publicat în The Journal of the American Psychoanalytic Association a constatat că facultățile de psihologie și manualele o tratează ca fiind „lipsită de sevă și moartă”. În mod similar, Alan Stone a remarcat: „Pe măsură ce psihologia academică devine mai «științifică», iar psihiatria mai biologică, psihanaliza este dată la o parte”.

## Definiție
Psihanaliza este în același timp
- un procedeu de cercetare a proceselor psihice cu scopul de a investiga semnificația faptelor și reprezentărilor ce au loc în subconștient;
- o metodă de terapie a nevrozelor, în cadrul căreia se tinde la rezolvarea acestora prin aducerea la suprafață și clarificarea semnificației rezistențelor, transferurilor și dorințelor ascunse ale pacienților;
- un sistem complex de teorii cu privire la efectele proceselor psihice inconștiente asupra trăirilor, gândirii și activității oamenilor. Elementele acestor teorii derivă din cercetarea proceselor psihice și terapia stărilor psihopatologice.

Psihanaliza a fost dezvoltată de Sigmund Freud la începutul secolului al XX-lea ca teorie generală a inconștientului. Modalitatea funcțiunii proceselor psihice au fost deduse de Freud în special din studiul semnificației viselor, interpretate de el ca realizare imaginară a îndeplinirii dorințelor ce derivă din aspirațiile refulate ale copilăriei. Calea recomandată pentru accesul în înconștient este înțelegerea sensului viselor și a actelor ratate (lapsus-uri).
Psihanaliza a devenit azi extrem de familiară publicului larg (din occident) după ce o vreme îndelungată a fost fie respinsă, fie adulată. Dar succesul din deceniul 5, de pildă, mai ales în Europa, a înstrăinat-o, paradoxal, de esența ei. Psihanaliza s-a răspîndit pretutindeni nu numai datorită interesului stîrnit de terapia psihanalitică. S-ar putea spune chiar că terapia a fost eclipsată de virtuțile psihanalizei aplicate. Psihanaliza aplicată în literatură, sociologie, antropologie și etnologie, în religie și mitologie a stârnit interesul unui public care nu avea chemare pentru sfera clinică. În fine, psihanaliza s-a remarcat și prin mediatizarea pe căile cele mai comune: radio, TV sau prin intermediul scenariilor filmelor de cinema. Filme celebre au adus în prim plan psihanaliști. A exista chiar un film dedicat lui Sigmund Freud, care surprindea anii de incertitudine ai începuturilor sale în psihanaliză.

## Teoriile psihanalizei

### Inconștientul
Noutatea concepțiilor lui Freud a constat în recunoașterea importanței proceselor psihice inconștiente. Acestea se desfășoară după alte reguli decât faptele conștiente. Sub influența inconștientului, gândiri și simțiri, care sunt legate unele de altele, se pot disocia și îndepărta, până la atingerea unei stări conflictuale. Regulile logice, indispensabile gândirii conștiente, nu se aplică proceselor psihice inconștiente. Prin analiza acestora, Freud a interpretat visele ca mecanisme de protecție împotriva impulsurilor care tind să se exteriorizeze și care sunt în strânsă legătură cu amintiri refulate ale copilăriei. În felul acesta, gânduri și impulsuri inacceptabile, numite și conținut latent al visului, se transformă într-o trăire conștientă, care nu mai este înțeleasă nemijlocit și care devine un "vis manifest". Cunoașterea acestor mecanisme inconștiente permite psihanalistului să inverseze decursul procesului (transformarea visului latent în vis manifest) și, astfel, să descopere semnificația traumei care îi stă la bază.

### Teoria impulsurilor
Freud consideră că procesele conflictuale ce au loc în inconștient sunt în strânsă legătură cu impulsuri, care își au originea în copilărie. Dacă aceste conflicte inconștiente sunt recunoscute de pacient cu ajutorul analizei, ele pot găsi o soluție, care în psihicul imatur al unui copil nu era posibilă.
În concepția lui Freud asupra sexualității la copii, impulsul sexual al adulților este rezultatul final al unui proces în dezvoltare ("Libido-Entwicklung"). Începutul are loc în copilărie și comportă mai multe faze:
- faza orală (0 - 1 an)
- faza anală (1 - 3 ani)
- faza falică (oedipală, falică) infantilă (3 - 6 ani)
- faza latentă (6 - 12 ani)
- faza genitală

Aceste 5 faze denumesc în același timp cele 5 centre ale dezvoltării impulsului sexual în prima copilărie. Primele două faze dispar cu timpul sau se transferă în parte în sexualitatea adulților. A fost meritul lui Freud de a fi recunoscut că omul este o ființă sexuală încă de la naștere. O semnificație deosebită o are așa zisă fază "oedipală", în care copilul dezvoltă pentru prima dată o legătură emoțională cu părintele de sex opus, asemănătoare atracției sexuale a adultului față de partener (Vezi:Complexul Oedip și Electra). Copilul reacționează în același timp ca rival față de părintele de același sex. Imaturitatea psihică complică această situație, de neînțeles la vârsta copilăriei, ceea ce conduce la anxietate în raport cu propriile fantezii. Măsura în care copilul poate domina aceste fantezii sau dimpotrivă este dominat de ele sub formă de teamă sau frustrații este determinantă pentru dezvoltarea ulterioară la vârsta adultă, în special pentru relațiile cu sexul opus.
Faza latentă - stresurile, furtunile și conflictele din fazele precedente au constituit dezvoltarea personalității. Acum copilul are nevoie de o perioadă de liniște.Principala activitate devine școala.În această perioadă nu se manifestă mari schimbări.
Faza genitală începe în perioada pubertății.

### Modelul celor trei instanțe: Sine, Eul și Supra-Eul
Acest model a fost expus de Freud în 1923: "das Es", "das Ich", "das Über-Ich". "Eul" și "Supra-Eul" sunt instanțe cu conținut conștient sau inconștient, "Sinele" este totdeauna inconștient. În felul acesta se rezolvă în mod elegant problema localizării instanței de cenzură a proceselor psihice.
- "Sinele" este un rezervor primitiv și neorganizat de impulsuri, izvorul emoțional al impulsurilor și al dorințelor impulsive, locul reprezentărilor și comportărilor arhaice și al refulărilor.
- "Eul" se găsește la limita între conștient și inconștient, este instanța trecerii la acțiune, a funcției de adaptare la realitate și de investigare a realității. "Eul" derivă din "Sine" și reprezintă "Sinele" în viața reală conștientă, cu alte cuvinte, modulează necesitățile impulsive într-o formă adaptată la realitate.
- "Supra-Eul" este instanța superioară, domeniul conștiinței, al valorilor, al idealurilor, al preceptelor și interdicțiilor, al reprezentărilor morale.

Pentru a se apăra de impulsuri inacceptabile, "Eul" dezvoltă strategii sub forma unor mecanisme de protecție, cum ar fi refulările (excluderea impulsurilor din percepția conștientă), proiecțiile (atribuirea propriilor dorințe inconștiente altor persoane), adoptarea unui comportament în totală contradicție cu puternicul impuls inconștient. Categorisirea unui impuls ca inacceptabil rezultă de regulă în urma unor interziceri, a unor norme morale sau a unei cenzuri exercitate de "Supra-Eu". Când exigențele "Supra-Eului" nu se îndeplinesc, persoana respectivă poate dezvolta un sentiment de rușine sau culpabilitate.

### Anxietatea
Unul din fundamentele teoriei psihanalitice moderne îl constituie conceptul de anxietate, care în anumite condiții de pericol poate declanșa un mecanism corespunzător de apărare. Aceste situații periculoase pot fi:
- teama părăsirii sau pierderii unei ființe iubite
- riscul pierderii iubirii din partea partenerului
- pericolul unor represalii sau pedepse
- imputarea nemeritată a unei culpabilități

Simptomele și sublimările rezultate din aceste situații reprezintă totdeauna niște compromisuri, care nu sunt altceva decât forme ale adaptării la realitate, în care forțele aflate în conflict ajung mai mult sau mai puțin la o stare de împăcare aparentă.

#### Ce este nevroza?
Din cele de mai sus rezultă că nevroza reprezintă starea de refulare a unei amintiri, a unui impuls inacceptabil, precum și simptomele ce decurg din aceste procese. "Eul" refulează fanteziile, dar "libido"-ul legat de aceste fantezii continuă să persiste provocând tulburări somatice de natură isterică, stări de anxietate sau fobii obsesive.

## Psihanaliza ca metodă terapeutică
În general, psihanaliza presupune că experiențele grave, neprelucrate ale copilăriei sunt refulate, pentru că altfel personalitatea imatură a copilului nu ar putea rezista acestui conflict. Niciun copil nu poate suporta, de exemplu, că este nedorit de unul din părinți, sau chiar urît. Psihanaliza speră să obțină o vindecare prin aducerea la suprafața conștiinței a stărilor refulate, sau cum se exprima Freud: "Wo Es war, soll Ich werden" ("Unde era Sinele, trebuie sa fie Eul"). Trăirile refulate sunt sustrase prelucrării la nivel conștient și nu pot fi integrate în personalitatea proprie. Acest proces poate fi reactualizat treptat prin analiză, sub permanentă supraveghere și cu ajutorul omenesc al terapeutului.

### Metodele psihanalizei
- Anamneza pacientului are loc în mod clasic, acesta fiind culcat în timp ce psihanalistul se găsește în afara câmpului său vizual. În general, interpretarea datelor anamnestice amănunțite și de biografie este adesea suficientă pentru a schița cadrul tulburărilor nevrotice și forma personalității psihopatologice.

- Transferul ("Übertragung") unor experiențe și relații din trecut asupra terapeutului este un moment principal al psihanalizei terapeutice. Se poate constata un transfer pozitiv sau unul negativ, în funcție de tonalitatea trăirilor proiectate asupra terapeutului. Din partea acestuia rezultă o reacție de contra-transfer ("Gegenübertragung"). Terapeutul a învățat în cursul propriei analize în procesul de calificare, să facă deosebirea între simțirile și reprezentările sale proprii și cele rezultate din analiza pacientului, pentru a nu se ajunge în mod inconștient la o stare de simbioză psihică.

- Asociațiile libere produse de pacient fac posibil accesul la conținutul trăirii sale psihice, la conflictele sale intime, și descoperă terapeutului imaginea vie a etiologiei nevrozei în cazul pacientului respectiv. Pacientul relatează tot ce-i trece prin minte, într-un flux neîntrerupt, chiar dacă crede că lucrurile sunt lipsite de importanță și n-au nicio legătură unele cu altele, sau chiar dacă aceasta i-ar fi penibil și ar putea să-i provoace un sentiment de rușine. Experiența psihanalistului poate descoperi în acest material brut multe informații asupra unor experiențe rămase ascunse. Aceasta presupune din partea pacientului o dispoziție spre cooperare fără limite.

- Semnificația viselor a reprezentat punctul de plecare al folosirii teoriei psihanalitice ca posibilitate terapeutică. Metoda presupune experiență în interpretare și exclude orice dogmă.

- Interpretarea simbolurilor, produse ale fanteziei sau în relație cu situații originare, își aduce contribuția la elucidarea etiologiei stărilor nevrotice.

- Interpretarea lapsus-urilor ca substrat logic, ilustrează concepția lui Freud asupra determinismului tuturor manifestărilor psihice.

## Aspecte socio-culturale
Pornind de la explicația stărilor psihopatologice, teoria psihanalitică conține și elemente ale psihologiei generale, ale etnologiei, sociologiei, ale teoriei personalității și filosofiei culturii, care confruntă natura umană cu mediul social în care se dezvoltă. Crearea bunurilor culturale ar fi rezultatul transferului energiei sexuale în muncă, în procesul de sublimare. Sub influența primului război mondial, Freud presupune existența unui impuls destructiv, căruia îi opune dorința de viață ("Lebenstrieb"). În ultimul timp, psihanaliza s-a dovedit foarte utilă pentru înțelegerea iraționalității fenomenelor de dezvoltare socială, deși diversele "diagnoze" nu au dus la rezultate unitare.

## Diverși reprezentanți ai psihanalizei

### Carl Gustav Jung
Jung, unul din primii elevi ai lui Freud, a fondat o școală proprie, pe care a numit-o "Psihologie analitică". Pentru Jung conceptul de "libido" are nu numai semnificația unui impuls sexual, ci reprezintă totalitatea instinctelor și impulsurilor creative precum și forța de motivație a omului. Ar exista, pe lângă un inconștient personal al individului, și un inconștient colectiv al întregii umanități. Jung respinge teoria unui "Supra-Eu", pe care îl înlocuiește cu noțiunea de Persona, care are rolul ales de a oferi individului imaginea ce și-o face asupra lumii.

### Alfred Adler
Adler, un alt elev al lui Freud, insistă asupra conceptului de inferioritate, care, din momentul în care devine conștientă, conferă forță de a se lăsa depășită. În caz contrar, rezultă o stare nevrotică cu tendință la izolare de lumea reală. Depășirea stării de inferioritate poate conduce la dorință nestăpânită de putere și dominare.

### Otto Rank
Rank vedea în traumatismul suferit deja în momentul nașterii cheia explicării nevrozelor. El acorda o importanță deosebită voinței, ca forță pozitivă în procesul de organizare și integrare a personalității.

### Melanie Klein
O interesantă direcție o reprezintă așa zisa școală engleză de psihanaliză, datorită în special lucrărilor lui Melanie Klein. Ea postulează existența unor fantezii inconștiente complexe la copii, a căror origine o constituie teama în fața amenințării existenței, instinctul morții.

### Alte tendințe în psihanaliză
Erich Fromm, Karen Horney și Harry Stack Sullivan au adus noi modificări în psihanaliză, cunoscute sub denumirea de Neopsihanaliză sau Neoanaliză. Fromm pune accentul pe relațiile dintre individ și societate, Horney lucrează în special în domeniul terapiei și deosebește două tipuri de nevroze, nevroze de situație și nevroze caracteriale, Sullivan este de părere că elementul principal îl reprezintă lupta cu starea anxietate, stare ce se poate atenua în urma terapiei. Ca reprezentanți ai psihanalizei ar mai fi de menționat (în ordine alfabetică):
- John Bowlby
- Josef Breuer
- Mario Erdheim
- Sándor Ferenczi
- Jacques Lacan
- Daniel Lagache
- Serge Leclaire
- Wilhelm Reich
- Donald Winnicott
- Driek Van Der Sterren
- Léopold Szondi

În România, Ion Popescu-Sibiu a publicat în 1947 monografia "Psihanaliza lui Freud", în editura "Cartea Românească". În anul 1932, teza sa de doctorat cu titlul "Doctrina lui Freud" fusese premiată de Academia Română.

## Critica psihanalizei
Încă de la apariție, psihanaliza a fost supusă deseori unor critici severe. În special din partea psihologiei academice i s-a reproșat că, deși cele două discipline se influențează teoretic reciproc, în aspectele esențiale se depărtează una de alta, dezvoltându-se în direcții deosebite. Freud a fost învinuit pentru faptul de a fi acordat o prea mare însemnătate rolului impulsurilor sexuale în viața psihică ("pansexualism"). Aceasta se explică, printre altele, prin faptul că, în timpul său, funcțiunea glandelor endocrine era insuficient cunoscută, endocrinologia se găsea la începutul dezvoltării ei. Pe de altă parte, trebuie recunoscut că emanciparea sexuală din zilele noastre se datorează în bună parte contribuției aduse de psihanaliză în transformarea concepțiilor morale, în înlăturarea tabu-urilor. Filosoful Karl Popper consideră că psihanaliza nu este o știință rezultată în urma cercetărilor, ci mai de grabă o idee sectară, un fel de credință religioasă. În același sens, de data asta autocritic, se exprimă și psihanalistul francez Jacques Lacan, afirmând (în 1977, într-o intervenție la universitatea din Bruxelles) că, în scurt timp, lumea nu va mai vrea să audă de psihanaliză. Pentru Adolf Grünbaum ("Kritische Betrachtungen zur Psychoanalyse", 1991) Psihanaliza se prezintă ca un sistem închis, ca o dogmă, fără criterii metodologice precis definite, fapt care contravine principiilor de bază ale științei. O parte din aceste critici se datorează în bună măsură lipsei de eficiență demonstrabilă a psihanalizei terapeutice în comparație cu alte metode și procedee psihoterapeutice. În 1981, Paul Kline a supus unei analize critice 600 de studii psihanalitice apărute în diverse publicații. Din acestea, doar ca. 100 relatau rezultate pozitive în favoarea psihanalizei. Restul de 500 contraziceau în mod evident pozițiile teoretice ale psihanalizei sau cuprindeau din punct de vedere metodologic atât de multe lipsuri, încât nu puteau fi evaluate cu obiectivitate. În literatura post-freudiană din a doua jumătate a secolului al XX-lea există tot mai mult tendința de a se înlocui termenul de "inconștient" cu acela de "subconștient", ținând seama de datele neurofiziologiei moderne asupra treptelor stării de conștiință. Astfel se știe, de exemplu, că visele nu se produc în somnul profund, ci în timpul fazelor REM ("rapid eye movements"), în stadiul B de somn superficial. Altfel nu am mai avea amintirea lor. Psihanaliza nu mai constituie astăzi un domeniu important al științei, fiind într-un regres și marginalizare evidente în universități și clinici. Teoriile psihanalitice au fost practic invalidate, iar practicile clinice suferă sub aspectul dovezilor științifice riguroase. În momentul de față există foarte multe excepții de la aspectele psihanalizei clasice, acestea făcând subiectul unor curente contemporane, tinzându-se spre un proces al psihanalizei mai subiectiv, mai interactiv, mai interpersonal.